# Manuel Bayeu

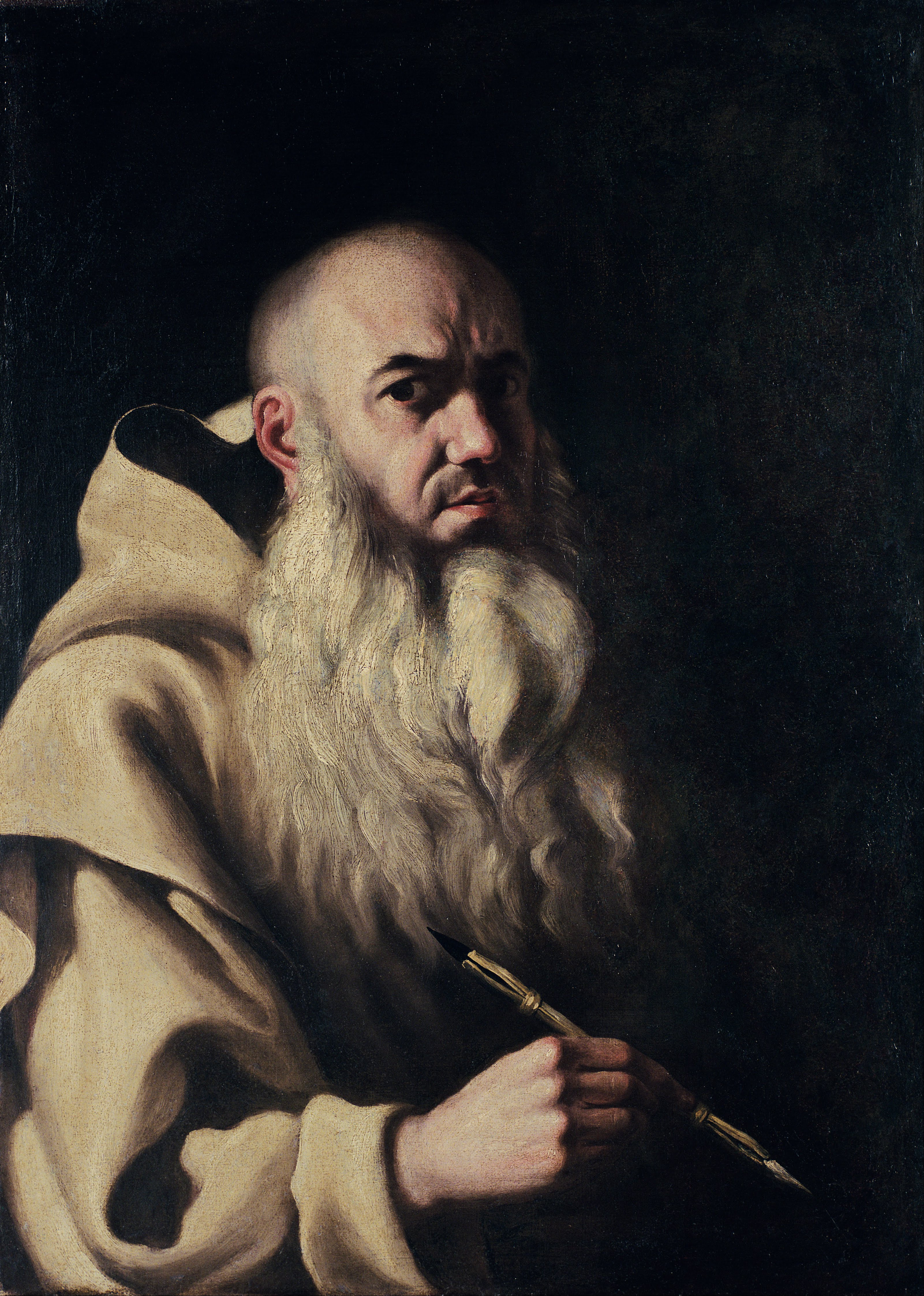
Selbstporträt des Manuel Bayeu (1796)

Manuel Bayeu y Subías (* 8. Januar 1740 in Saragossa; † 1809 ebenda) war ein spanischer Maler, Architekt und Kartäusermönch.

## Biografie

### Herkunft und Jugend
Er gehört einer bemerkenswerten Malerfamilie an, zu der auch seine Brüder Francisco Bayeu (1734–1795) und Ramón Bayeu (1746–1793) gehörten. Ihre Schwester, Josefa Bayeu, war seit 1773 mit Francisco de Goya (1746–1828) verheiratet. Manuel Bayeu war das fünfte von neun Kindern der Ehe von Ramón Bayeu Fanlo, einem Instrumentenmacher für Chirurgen und Friseure, und von María Subías Domínguez. Am Tag nach seiner Geburt wurde er in der Gemeinde La Seo getauft. Seine Ausbildung als Maler erhielt er zusammen mit seinem Bruder Francisco etwa ab 1754 bei José Luzán.
In den Jahren 1755 und 1757 starben Vater und Mutter und ließen die Bayeu-Kinder in der Obhut des ältesten Bruders, des jungen Francisco zurück, der sich um die verwaisten jüngeren Geschwister kümmern musste. Francisco erhielt ein Stipendium der Königlichen Akademie der schönen Künste von San Fernando in Madrid und die ganze Familie – auch Manuel – folgten ihm im April 1758 nach. Am 6. Oktober 1758 wurden auch Manuel und Ramón als Studenten an der Akademie eingeschrieben. Aber ihre Ausbildung dort dauerte nicht lange: Francisco geriet in eine Auseinandersetzung mit Antonio González Velázquez, was die Rückkehr der Familie nach Saragossa erzwang. Manuel Bayeu verwendete Modelle, Skizzen und Werke seines Bruders Francisco als Vorlagen, den er häufig kopierte und der ihm als Vorbild diente, aber auch von Goya, den er kurz nach seiner Ankunft in Madrid um Vorlagen bat.

### Eintritt in den Orden

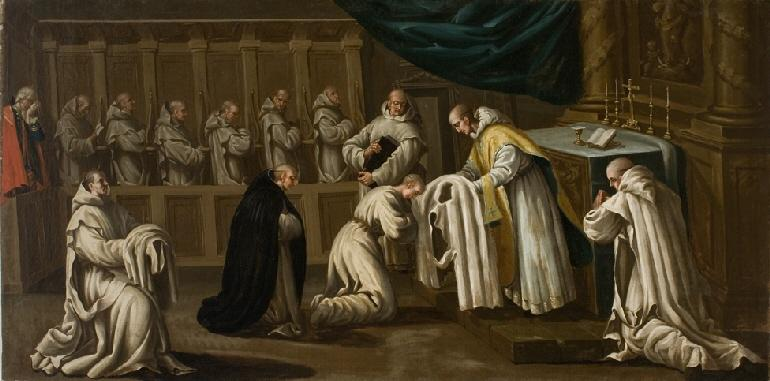
Der Heilige Bruno wird Mönch (Museum Huesca)

Manuel Bayeu trat am 3. Dezember 1760 dem Orden der Kartäuser bei und wurde am 29. Juni 1772 Mönch. In der Kartause de las Fuentes verbrachte er den größten Teil seines Lebens. Er litt an Malaria, deren Schübe seine Lebensqualität immer wieder beeinträchtigten.
1779 kam es zu einem Konflikt mit mehreren Malern aus Saragossa, die ihn wegen Steuerhinterziehung bei der Ausführung von Arbeiten anzeigten: Während sie Steuern zahlen mussten, war Manuel Bayeu aufgrund seines kirchlichen Status davon befreit. Er entkam dem Konflikt erfolgreich, ja er wurde dadurch in der Öffentlichkeit als Maler bekannter. In der Auseinandersetzung erhielt er entscheidende Unterstützung von der Königlichen Akademie der schönen Künste von San Fernando und durfte – auch mit der Unterstützung seines Priors – die malerische Karriere fortsetzen.
1796 war er in Barcelona, wo er dem Katalanischen Kunstmuseum ein Selbstbildnis überreichte. Ebenfalls im Sommer 1796 hat er im Kartäuserkloster Escala-Dei bei Prades gemalt, was er vielleicht auch schon 1794 oder 1795 getan hat. 1796/1797 malte er im Königlichen Kloster Santa María de Sigena in Villanueva de Sigena einen Saal aus. Er fertigte hier als Fresken „Portraits“ aller Priorinnen seit dem 14. Jahrhundert. Dies war so ausgeführt, dass sie wie auf Leinwand gemalt aussahen. Diese Arbeit wurde im Juli 1936 durch Brandstiftung zerstört. 1797 hielt er sich einige Zeit bei der Familie Ric auf und fertigte mehrere Portraits von Familienmitgliedern an, die sich heute in deren Schloss in Fonz befinden.
1804 ging Manuel Bayeu auf Weisung seiner Vorgesetzten, begleitet von seinem Assistenten Pedro Martínez, nach Mallorca, um Fresken in der Kirche des wiederaufgebauten Kartäuserklosters Valldemossa anzufertigen. Er malte fünf Szenen aus dem Leben Marias im Gewölbe und der Kuppel der Kirche und im Kapitelsaal. Daran arbeitete er 1804 und 1805. 1805 fertigte er weiter eine Reihe Gemälde religiösen Inhalts für die Einsiedelei Betlem in Artá und 1806 die Stationen eines Kreuzwegs für die Einsiedelei La Trinidad in Valldemossa sowie verschiedene Heiligenbilder für Privatpersonen. Auf Mallorca freundete er sich mit Gaspar Melchor de Jovellanos an, der dort in das Castell de Bellver verbannt war.
Das Todesdatum von Manuel Bayeu ist nicht bekannt. Wahrscheinlich aber ist, dass er 1809, während der zweiten französischen Belagerung in Saragossa, gestorben ist.

## Werk

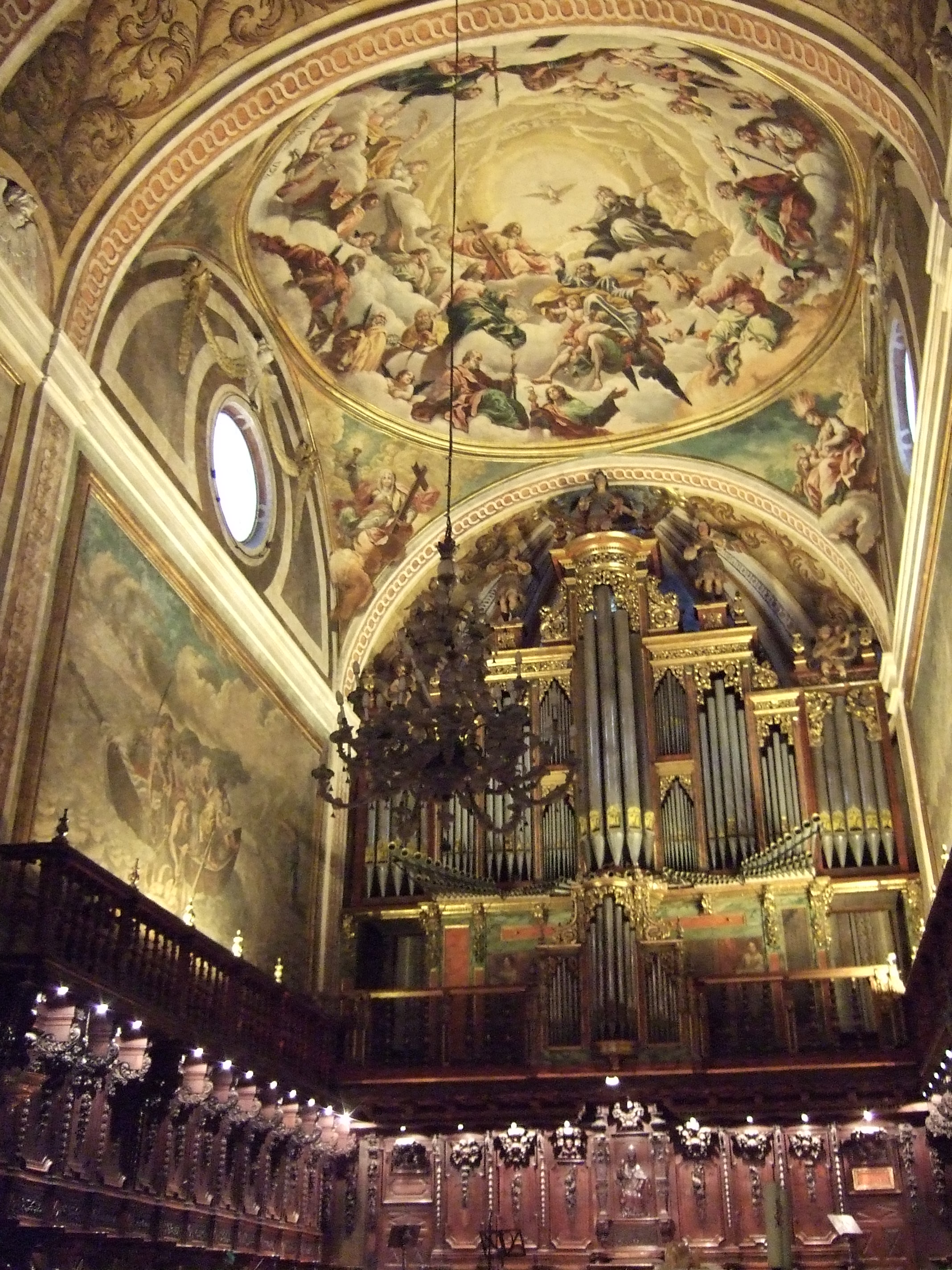
Eigene Ausmalung der von Manuel Bayeu erbauten Apsis der Kathedrale von Jaca

Das Werk von Manuel Bayeu wurde teilweise eher kritisch bewertet beispielsweise als „[…] ebenso umfangreiche wie mittelmäßige Malereien […]“|ref= Werke von ihm befinden sich
- in der Kartause de las Fuentes, wo er 1760–1796 rund 2000 Quadratmeter in Kirche, Kreuzgang, Kapellen und anderen Räumen des Klosters ausmalte. Die Gemälde, die er hier hinterlassen hat, bilden den Kern seines Schaffens. Ende der 1760er Jahre begann er, die Räume der Kartause auszumalen, womit er sich bis 1796 – mit Unterbrechungen – beschäftigte;
- in der Kathedrale von Huesca etwa 1792 einen Heiligen Andreas
- in der Kirche Santa Cruz in Saragossa einen Heiligen Victor von Asan und in weiteren  Kirchen dort
- in Lalueza, wo er 1779–1787 die Pfarrkirche von San Pedro Arbués ausmalte
- im Kartäuserkloster Aula-Die in Saragossa stattete er eine Reihe von Kapellen mit Ölgemälden aus;
- im Königlichen Kloster Santa María de Sigena in Villanueva de Sigena
- in der Kirche der Jungfrau von Magallón in Leciñena
- in der Kathedrale von Jaca, wo er 1791 den Bau einer neuen Apsis leitet und diese 1792 ausmalte;
- in Katalonien in der Kartause Santa Maria d’Escaladei
- in der Kartause von Valldemossa
- im Schloss der Familie Ric in Fonz
- im Museum von Huesca
- im Museu Nacional d’Art de Catalunya[4]
- im Museum in Saragossa